# Corpus Inscriptionum et Monumentorum Religionis Mithriacae
Corpus Inscriptionum et Monumentorum Religionis Mithriacae е епиграфски сборник, обединяващ множество първични източници, свързани с митраизма. Публикуван е в два тома в Хага през 1956 и 1960 година и е смятан за най-значимия сборник с текстове в тази област. Съставен е от нидерландския историк Мартен Йозеф Вермасерен със съдействието на Кралската фламандска академия и Нидерландската организация за научни изследвания.